# 状態数
状態数（じょうたいすう、英: number of states）は、統計力学において、系のエネルギーが（マクロにみて）ある値をとるときに、系が取りうる（ミクロな）状態の数である。ミクロカノニカルアンサンブルにおける分布関数の正規化係数として現れる。

## 定義
系が取り得る全ての状態の集合（標本空間）を Ω とする。系のエネルギーがマクロにみて E であるときに系が取り得る状態の集合を Ω(E) とするとき、状態数 W(E) は
{\displaystyle W(E)=\sum _{\omega \in \Omega }\chi _{\Omega (E)}(\omega )=\sum _{\omega \in \Omega (E)}1}
によって定義される。
ここで χ は部分集合 Ω(E) の指示関数で、ω が Ω(E) に属すならば 1 を、さもなくば 0 を返す関数である。
{\displaystyle \chi _{\Omega (E)}(\omega )={\begin{cases}1&\omega \in \Omega (E)\\0&\omega \notin \Omega (E)\\\end{cases}}}
系がミクロな状態 ω をとるときのエネルギーが {\displaystyle {\mathcal {E}}(\omega )} により与えられるものとする。
系のエネルギーがマクロにみて E であるという条件を、エネルギー幅 δE の間に入ることとする。
すなわち、部分集合 Ω(E) が
{\displaystyle \Omega (E)=\{\omega \in \Omega ;E-\delta E<{\mathcal {E}}(\omega )\leq E\}}
で表される。このときディラックのデルタ関数を用いれば指示関数は
{\displaystyle \chi _{\Omega (E)}(\omega )=\int _{E-\delta E}^{E}\delta (E'-{\mathcal {E}}(\omega ))\,dE'}
と書き換えられる。

### 状態密度
デルタ関数を用いて指示関数で書き換えるとき、マクロなエネルギー E の積分がミクロな状態 ω の和と入れ替え可能であると仮定すれば、状態数は
{\displaystyle W(E)=\int _{E-\delta E}^{E}D(E')\,dE'}
と書き換えられる。
ここで被積分関数 D(E) は
{\displaystyle D(E)=\sum _{\omega \in \Omega }\delta (E-{\mathcal {E}}(\omega ))}
であり、状態密度と呼ばれる。エネルギーの幅 δE を無限大へと拡張したときの状態数 N(E) は
{\displaystyle N(E)=\int _{-\infty }^{E}D(E)\,dE}
で定義される。N(E) は系のエネルギーがマクロにみて E 以下である状態の数である。
量子系においては状態が離散的であり、状態数も離散的な数となる。しかし、通常の統計力学においては非常に膨大な数の状態を扱い、状態数は連続的な関数であるとみなすことができる。

## 古典系
ミクロな力学系が古典力学で記述される場合を考える。すなわち標本空間 Ω とは位相空間であり、ミクロな状態は正準変数の組 (p,q) により指定される。
位相空間の測度は、1対の正準変数 dp dq ごとにプランク定数 h で割る約束で、状態に対する和が
{\displaystyle \sum _{\omega \in \Omega }\to {\frac {1}{h^{f}}}\int d^{f}p\,d^{f}q}
で置き換えられる。ここで f は力学的自由度であり、3次元空間の N-粒子系であれば、f = 3N である。
ミクロな状態 (p,q) に対して、エネルギーはハミルトン関数 {\displaystyle {\mathcal {H}}(p,q)} で与えられる。
状態密度は
{\displaystyle D(E)={\frac {1}{h^{f}}}\int \delta (E-{\mathcal {H}}(p,q))\,d^{f}p\,d^{f}q}
として得られる。

## フェルミ分布
ある1粒子系を考えたとき、1粒子状態密度 D1(E) はこの系のエネルギー準位の密度分布を表す。この系をn-粒子系に拡張したときにエネルギー準位の密度分布が変化しないとする。この系がフェルミ系であるとき、状態数 N(E) が粒子数 n と等しくなるエネルギー EF はフェルミエネルギーと呼ばれる。
{\displaystyle n=N(E_{\text{F}})=\int _{-\infty }^{E_{\text{F}}}D_{1}(E)\,dE}
フェルミ系において、各エネルギー準位には1つの粒子しか入らない。系が基底状態にあるときには粒子はエネルギーが小さい準位から占有していき、フェルミエネルギーに等しい準位までが占有される。
絶対零度において系は基底状態にある。エネルギー準位によって決まる物理量は
{\displaystyle A=\int _{-\infty }^{E_{\text{F}}}{\mathcal {A}}(E)D_{1}(E)\,dE}
となる。絶対零度において、フェルミエネルギーより上の準位には粒子が存在しないので、積分範囲はフェルミエネルギーまでとなる。これをヘヴィサイドの階段関数を用いて
{\displaystyle A=\int _{-\infty }^{\infty }{\mathcal {A}}(E)\eta (E_{\text{F}}-E)D_{1}(E)\,dE}
と表す。有限温度においては、温度による励起の影響を反映して、階段関数が置き換えられて
{\displaystyle A=\int _{-\infty }^{\infty }{\mathcal {A}}(E)f(E)D_{1}(E)\,dE}
となる。このときの f(E) がフェルミ分布関数である。